# Walgreens
The Walgreens Company (Walgreens nebo zastarale Walgreen) je druhým největším lékárenským americkým řetězcem po síti obchodů CVS Health. Řetězec byl založen v roce 1901 v Chicagu. Prodává mimo farmaceutických výrobků také wellness produkty, dětskou výživu nebo bio potraviny. K datu 31. srpna 2016 měl řetězec 8175 obchodů ve všech padesáti státech USA a dalších územích jako Portoriko nebo Amerických Panenských ostrovech.

## Dějiny
Společnost Walgreens byla založena v Chicagu ve státě Illinois v roce 1901 a sídlí na chicagském předměstí Deerfield ve státě Illinois. Dne 31. prosince 2014 se Walgreens a Alliance Boots se sídlem ve Švýcarsku spojily a vytvořily novou holdingovou společnost Walgreens Boots Alliance Inc. Walgreens se stala dceřinou společností nové společnosti.

## Model obchodu
Většina volně stojících obchodů má podobný vzhled a uspořádání, včetně většího a prostornějšího uspořádání než některé obchody ve velkých městech. Novější budovy mají oproti starším prodejnám modernější design. Prodejny mají většinou kosmetický pult umístěný v blízkosti kosmetiky, v rušnějších obchodech je kosmetická poradkyně. Většina prodejen má fotooddělení, které je buď za předním registrem, nebo v samostatné části prodejny. V blízkosti fotooddělení jsou samoobslužné fotokiosky, kde si zákazníci mohou tisknout fotografie a fotoprodukty.

## Příspěvek k populární kultuře
Ačkoli mléčné koktejly a sladové mléko existovaly již nějakou dobu předtím, společnost Walgreens si připsala zásluhy za popularizaci sladového mléčného koktejlu (nebo alespoň jeho verze sladového koktejlu, kterou vynalezl Ivar „Pop“ Coulson v roce 1922).